# لينو مارزوراتي
لينو مارزوراتي (بالإيطالية: Lino Marzoratti)‏ (مواليد 12 أكتوبر 1986 في رو - إيطاليا) لاعب كرة قدم إيطالي يلعب حاليا لصالح نادي الدرجة الأولى كالياري الإيطالي منذ 2009 في مركز قلب الدفاع .

## روابط خارجية
- لينو مارزوراتي على موقع الاتحاد الدولي (مؤرشف)  (الإنجليزية)
- لينو مارزوراتي على موقع قاعدة بيانات كرة القدم.إي يو (الإنجليزية)
- لينو مارزوراتي على موقع Soccerway.com (الإنجليزية)
- لينو مارزوراتي على موقع عالم كرة القدم.نت (الإنجليزية)
- لينو مارزوراتي على موقع كووورة
- لينو مارزوراتي على موقع AS.com (الإسبانية)